# Wiesbaden Hauptbahnhof
Wiesbaden Hauptbahnhof är centralstation i Wiesbaden i Tyskland.
Det finns tåg från Wiesbaden till Hamburg, München, Köln, Frankfurt am Main, Leipzig, Berlin, Wien och Budapest. Stationen har cirka 40 000 påstigande under ett vardagsdygn.